# Contado

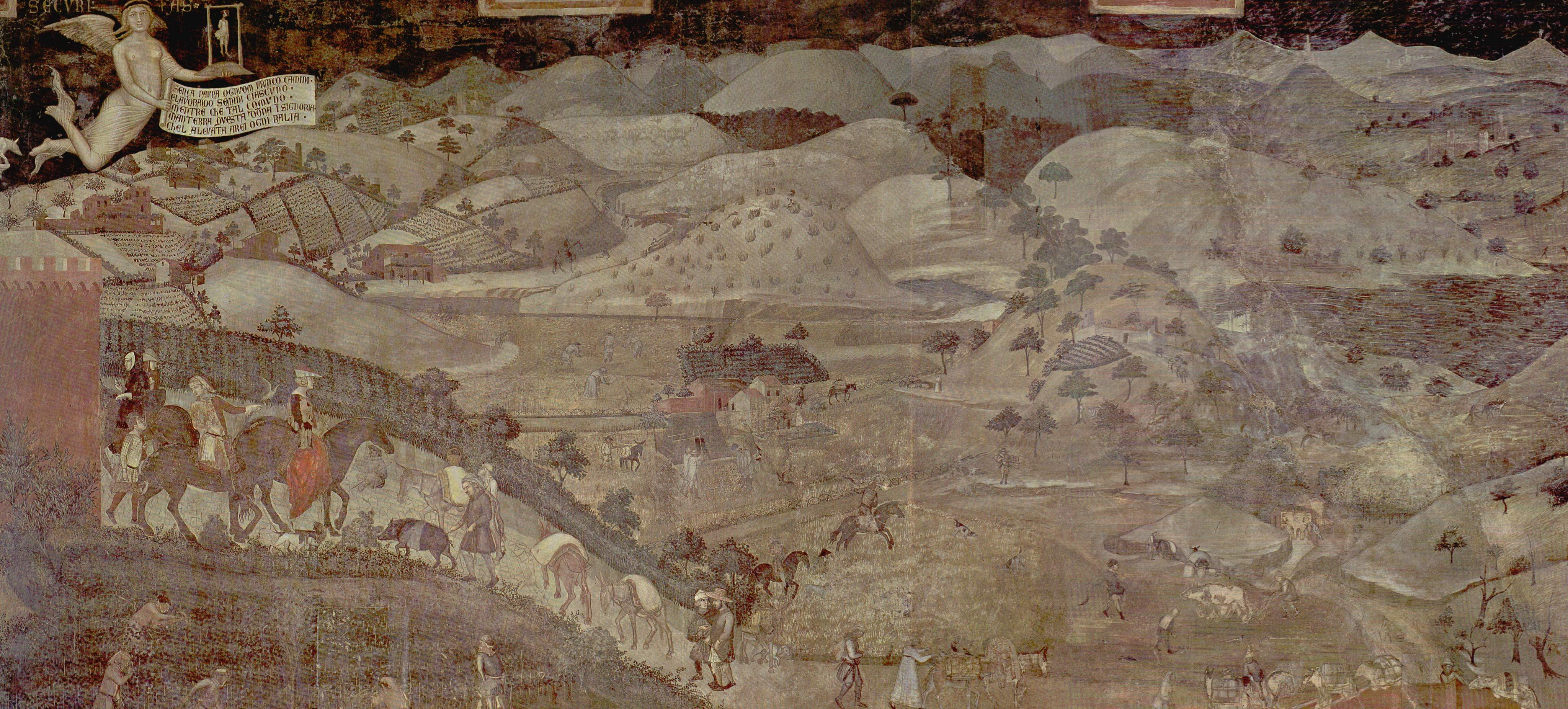
Il contado quale appare negli Effetti del Buon Governo in campagna, uno degli affreschi legati al ciclo dell' Allegoria ed effetti del Buono e del Cattivo Governo di Ambrogio Lorenzetti

Il contado (dal latino comitatus) in età comunale era il territorio rurale sul quale una città dell'Europa medievale esercitava, almeno teoricamente, il proprio controllo e la cui massima estensione corrispondeva di solito con i confini della relativa circoscrizione ecclesiastica (diocesi).

## Descrizione
Soprattutto nell'Italia medievale la nascita dei Comuni favorì il processo di ricomposizione della frantumata geografia dei poteri che era andata radicandosi nelle campagne. Le città rette da un Comune, infatti, raggiunta una sufficiente stabilità politica interna e una certa potenza economica, proiettarono ben presto le proprie energie verso il territorio circostante, percepito come naturale estensione e integrazione della città, come se la città e il proprio contado, per usare una metafora che compare spesso nelle fonti dell'epoca, fossero il capo e le membra di un solo corpo.
Questo processo di estensione dei poteri, politico ed economico, della città sul territorio circostante a danno delle comunità e dei piccoli signori locali, prende il nome di "comitatinanza"; il suo ultimo obiettivo era quello di riuscire a estendere il controllo cittadino fino ai confini diocesani, considerati come gli unici e veri confini al di là dei quali iniziava il territorio di un'altra città.
Non tutte le città tuttavia riuscirono a perseguire il risultato di assoggettare al proprio controllo l'intero territorio dell'episcopato (altro termine con cui si designava il contado cittadino, con riferimento al territorio diocesano). In alcune zone dove erano particolarmente radicati i poteri signorili locali, sia per motivi storici, sia per ragioni geografiche (aree marginali, montuose, di non facile transito e accesso), il processo di comitatinanza incontrò insormontabili ostacoli: città come Novara, Parma e Piacenza non raggiunsero mai gli obiettivi che si erano proposte.